# Clara Barrionuevo y Carrión
Clara (de) Barrionuevo y Carrión (Toledo, segunda mitad del siglo XVI - ¿?), poetisa española del Siglo de Oro, hermana del también poeta y dramaturgo Gaspar de Barrionuevo y Carrión.
Poco se conoce sobre ella, aunque en su tiempo tuvo alguna fama, como declaran los versos que Lope de Vega (gran amigo de su hermano) le dedicó en su Laurel de Apolo. Escribió, como su hermano, algunas poesías para la Relación de las fiestas que Toledo hizo al nacimiento del príncipe nuestro señor Felipe IV (Madrid, 1605) y un soneto preliminar para la Vida, excelencias y muerte del gloriosísimo patriarca San José (Toledo, 1604), el gran poema heroico sacro del también toledano José de Valdivielso.